# SCA (datorvirus)
SCA var det första viruset som kom till Commodores Amiga-plattform. Det är ett bootsektorvirus som dök upp för första gången i slutet på 1987, och som snabbt fick stor spridning.

## Egenskaper
Viruset var relativt harmlöst, och spred sig genom att kopiera ner sig själv till bootsektorn på disketter som inte var skrivskyddade. När den infekterade disketten sedan användes för att starta upp systemet så startades viruset utan att det märktes. Efter 15 omstarter av systemet så gav viruset sig till känna genom att visa en ökänd skärmbild bestående av en röd linje mot svart botten med vit text, där följande textrader visades en efter en:
```
  Something wonderful has happened
  Your AMIGA is alive !!! and, even better...
  Some of your disks are infected by a VIRUS !!!
  Another masterpiece of The Mega-Mighty SCA !!
```

Akronymen SCA står för Swiss Cracking Association, en Schweizisk grupp med programmerare som ägnade sig åt ljusskygg verksamhet.

## Skadeverkningar
SCA-viruset var i sig inte destruktivt, men spridningsmetoden gjorde att vissa spel och program som använde startsektorn på disketten slutade fungera, eftersom deras startsektorer skrevs över. De kunde därmed inte längre starta.

## Motmedel
För att ta bort viruset kan man använda operativsystemets kommando install, med vars hjälp startsektorn kan skrivas över. Det dök även upp speciella program för att detektera och avlägsna viruset. Detta räcker dock inte för att laga spel och program som använder egna startsektorer - enda sättet är att kopiera tillbaks startsektorn från en hel kopia.
Mindre känt var att viruset hade en funktion för att avsluta sig självt. För att ta bort viruset ur den infekterade datorns minne kunde man hålla vänster musknapp eller första knappen på en joystick ansluten till port 1 nedtryckt under omstart, varpå skärmen blev grön och viruset stängde ned sig självt genom att rensa ColdCapture- och CoolCapture-vektorerna. 